# Jilly McCord
Pour les articles homonymes, voir McCord.
Pas d'image ? Cliquez ici

a Compétitions nationales et continentales officielles uniquement.

b Matchs officiels uniquement.
Gillian McCord, plus simplement connue comme Jilly McCord, née le 8 juin 1977, est une joueuse internationale écossaise de rugby à XV occupant les postes de deuxième ligne et pilier.

## Biographie
Jilly McCord est originaire de Langholm dans les Scottish Borders.
Elle est professeure d'histoire, à l'Académie Dollar,, et elle organise ses entraînements en fonction de son travail.
Elle joue au rugby à XV à partir de 1995. Dans ce sport, elle évolue aux postes de deuxième ligne et pilier.
Elle joue en club pour le Watsonian FC (en), puis pour le Royal High Corstorphine RFC d'Édimbourg, en 1re division écossaise. Elle est internationale et évolue avec l'équipe d'Écosse. Elle fait ses débuts internationaux contre la Suède en mai 2004.
En 2007, elle est nommée capitaine de l'équipe d'Écosse pour la première fois, elle prend la suite de Donna Kennedy. À cette période, elle compte 27 sélections.
Elle est capitaine de l'équipe d'Écosse pour le Tournoi des Six Nations 2008.
Elle participe à la saison 15 (2019) de Masterchef UK (version amateure),.